# STS-80
是历史上第七十九次航天飞机任务，也是哥倫比亞號太空梭的第十八次太空飞行。

## 任务成员
- 肯内斯·科克雷尔（Kenneth D. Cockrell，曾执行、以及任务），指令长
- 肯特·罗明格（Kent V. Rominger，曾执行、以及任务），飞行员
- 塔玛拉·杰尼根（Tamara E. Jernigan，曾执行、以及任务），飞行工程师
- 托马斯·琼斯（Thomas D. Jones，曾执行、以及任务），任务专家
- 斯多里·马斯格雷夫（Story Musgrave，曾执行、以及任务），任务专家